# Филип Илиев
Филип Илиев е бивш български футболист. Роден на 24 октомври 1987 г. Монтана. Играе за юношеските формации на Монтана 1921. Играе за Ком-Миньор Берковица „Вихър“ (Николово) и „Пъстрина 2012“. Голмайстор на А областна група през 2014, 2016 и 2017 г. Шампион на А областна Монтанска група за 2018 с Пъстрина и 2019 с Вихър (Николово). Към този момент е пенсиониран.